# Tequila i Bonetti
Tequila i Bonetti (org.tyt. Tequila and Bonetti) – amerykański 12-odcinkowy serial kryminalny z elementami komedii z 1992. Głównymi bohaterami są policjant Nick Bonetti (w tej roli Jack Scalia) i pies imieniem Tequila rasy mastif francuski. W serialu słyszymy myśli Tequili (głos Brada Sandersa). 
Serial spotkał się z negatywną opinią krytyków i po kilku miesiącach telewizja CBS zaprzestała jego emisji. Jednak w Europie wśród widzów cieszył się sporą popularnością; również w Polsce, gdzie emitowany był m.in. pod koniec lat 90. w telewizji Polsat.
W 2000 roku powstała włoska 14-odcinkowa wersja serialu pt. Tequila i Bonetti w Rzymie. Podobnie jak w wersji amerykańskiej główną rolę zagrał Scalia.

## Główne role
- Jack Scalia – Nick "Nico" Bonetti
- Mariska Hargitay – Angela Garcia
- Charles Rocket – kapitan Midian Knight
- Terry Funk – sierżant Nuzo
- W.K. Stratton – detektyw Lee
- Brad Sanders – głos Tequli

## Zarys fabuły
Nowojorski policjant włoskiego pochodzenia Nick Bonetti podczas akcji przypadkowo zabija dziewczynkę. Po tym wydarzeniu zostaje przeniesiony do służby w Los Angeles. Tam jego nowym partnerem zostaje pies policyjny imieniem Tequila. Bonetti początkowo odnosi się z niechęcią do nowej sytuacji. Jednak z czasem stworzy z Tequilą niezawodny duet walczący z miejscową przestępczością.